# Sar Jameh Shuran
Sar Jameh Shuran (en persan : سرجامه شوران romanisé en Sar Jāmeh Shūrān) est un village de la province de Kermanshah en Iran. Lors du recensement de 2006, sa population était de 67 habitants pour 14 familles.